# گولدستون (کارولینای شمالی)
گولدستون (به انگلیسی: Goldston) شهری در ایالت کارولینای شمالی کشور ایالات متحده آمریکا است که جمعیت آن در سرشماری سال ۲۰۱۰ میلادی، ۲۶۸ نفر بوده‌است.